# Arthur Capell, I conde de Essex

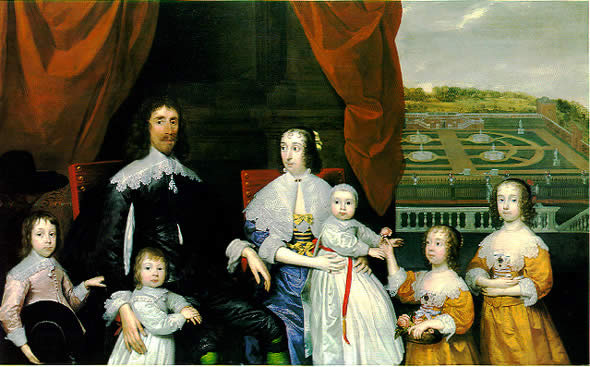
Imagen del infante Arthur Capell (a la izquierda) con padres y hermanos, 1640.

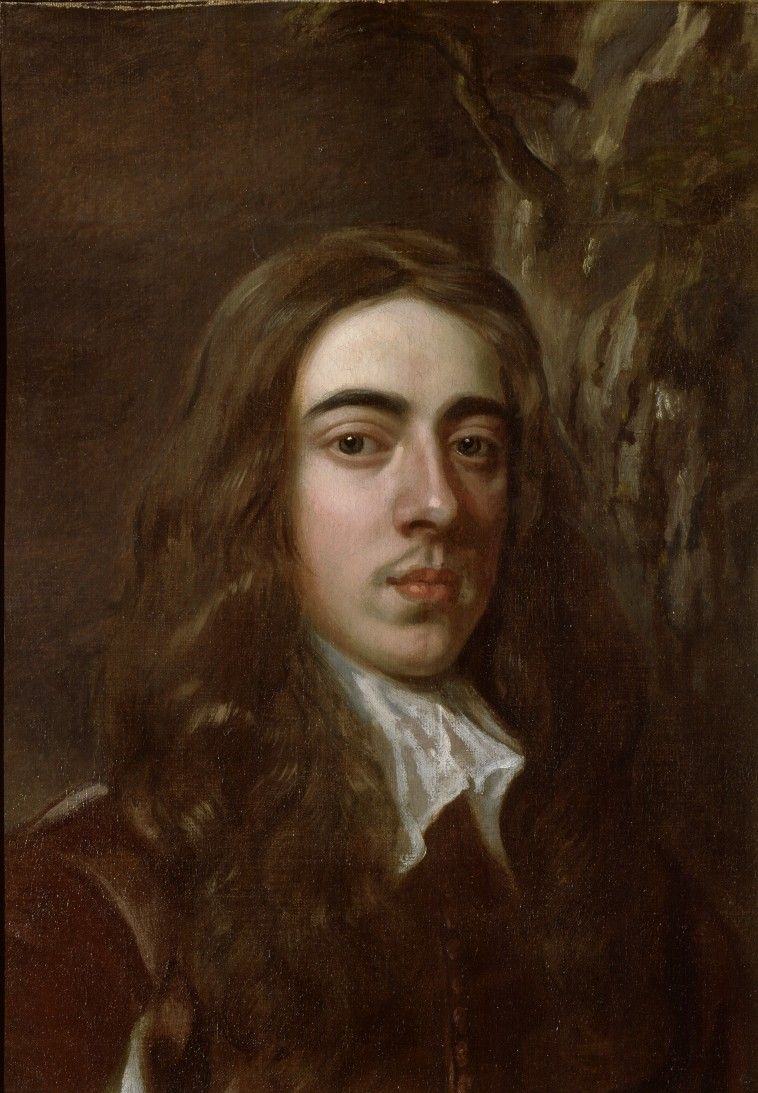
El joven Essex.

Arthur Felix Capell, PC, I Conde de Essex (1631 - 13 de julio de  1683), fue un estadista inglés.

## Primeros años
Hijo de Arthur F. Capell, Primer Barón de Hadham (ejecutado en 1649) y de Elizabeth Morrison, hija y heredera de Sir Charles Morrison de Cassiobury en Hertfordshire, y bautizado el 2 de enero de 1632.
Siendo todavía un muchacho enfermizo de dieciséis años, fue llevado por los soldados de Lord Fairfax de Hadham a Colchester, que su padre estaba defendiendo, y fue llevado todos los días alrededor de las murallas con la esperanza de inducir a Lord Capel a entregar la plaza.

## Carrera política
En la Restauración monárquica fue creado vizconde Malden y conde de Essex (20 de abril de 1661), el último título extinguido a la muerte de Robert Devereux, tercer conde de Essex. Se le concedió un resto especial a la descendencia masculina de su padre, y Capell también fue nombrado Lord teniente de Hertfordshire, y pocos años después, Lord teniente de Wiltshire. 
Se casó con Lady Elizabeth Percy, hija del décimo conde de Northumberland, y tuvieron dos hijos: Algernon Capell, segundo conde de Essex, que le sucedió en el condado, y Lady Anne Capell, casada con Charles Howard, tercer conde de Carlisle.

## Muerte
Tras haber sido declarado culpable de participar en la conspiración de Rye House contra el rey y su hermano, fue encontrado mientras esperaba su ejecución por traición, en su habitación en la Torre de Londres el 13 de julio de 1683, con un corte en la garganta. Su muerte fue atribuida, bastante sin fundamento, a Carlos y a Jaime, y las pruebas indican claramente "si no concluyente el suicidio, el motivo, posiblemente, fue para evitar una proscripción y preservar su patrimonio para su familia." Lord Ailesbury escribió: "el conde preguntó muy fríamente por una navaja barbera, y por estar acostumbrado a ello no se dio ninguna clase de sospecha. Entró en un pequeño salón", donde su servicio después, lo encontró "muerto y revolcado en la sangre "... partiendo del supuesto de que la razón por la que "cortó su garganta con un cuchillo" fue a causa de su conocimiento del Complot de Rye House. Si no se mató por ello, fue, sin embargo, sin duda, una víctima de la administración de los Estuardo, y el antagonismo y el final trágico de hombres como Essex, hombres de mérito, como es natural dedicados al trono, constituye una acusación grave a la norma de los Estuardo.